# Ostróżeczka ogrodowa
Ostróżeczka ogrodowa (Consolida ajacis (L.) Schur.) – gatunek rośliny należący do rodziny jaskrowatych (Ranunculaceae). Bywa nazywany także ostróżką ogrodową. Jest to nazwa błędna, ostróżka ogrodowa bowiem to inny gatunek zaliczany do rodzaju ostróżka.

## Rozmieszczenie geograficzne
Pochodzi z obszarów Turcji i Cypru, ale rozprzestrzenił się także w południowo-wschodniej i wschodniej Europie. Obecnie rośnie dziko na Krymie, w Albanii, Bośni i Hercegowinie, Bułgarii, Grecji, Chorwacji, Włoszech, Macedonii, Rumunii, Serbii, Słowenii i nadal rozprzestrzenia się w regionach świata o umiarkowanym klimacie. Jest także powszechnie uprawiany. W Polsce występuje tylko w uprawie.

## Morfologia
PokrójRośliny o pędzie prosto wzniesionym i rozgałęzionym, osiągające wraz z kwiatami wysokość do 1,2 m, ale większość odmian jest niższa.
LiścieUlistnienie naprzemianległe, liście dłoniasto złożone, potrójnie sieczne, o średnicy do 5 cm.
KwiatyKwiaty grzbieciste zebrane w grona. Pojedynczy kwiat ma średnicę 2–3 cm. Posiada 5 barwnych działek kielicha, górna działka zakończona jest długą ostrogą. Płatki korony w liczbie dwóch, zrośnięte w jeden miodnik. Słupek górny z długą szyjką. Pręciki liczne. U dziko rosnących form kwiaty są pojedyncze, u niektórych odmian występują także kwiaty pełne. Typowa forma gatunku ma kwiaty niebieskie, u uprawianych odmian występują także kwiaty o barwie fioletowej, różowej lub białej.
OwocWielonasienny mieszek. Nasiona o barwie od ciemnobrązowej do czarnej.

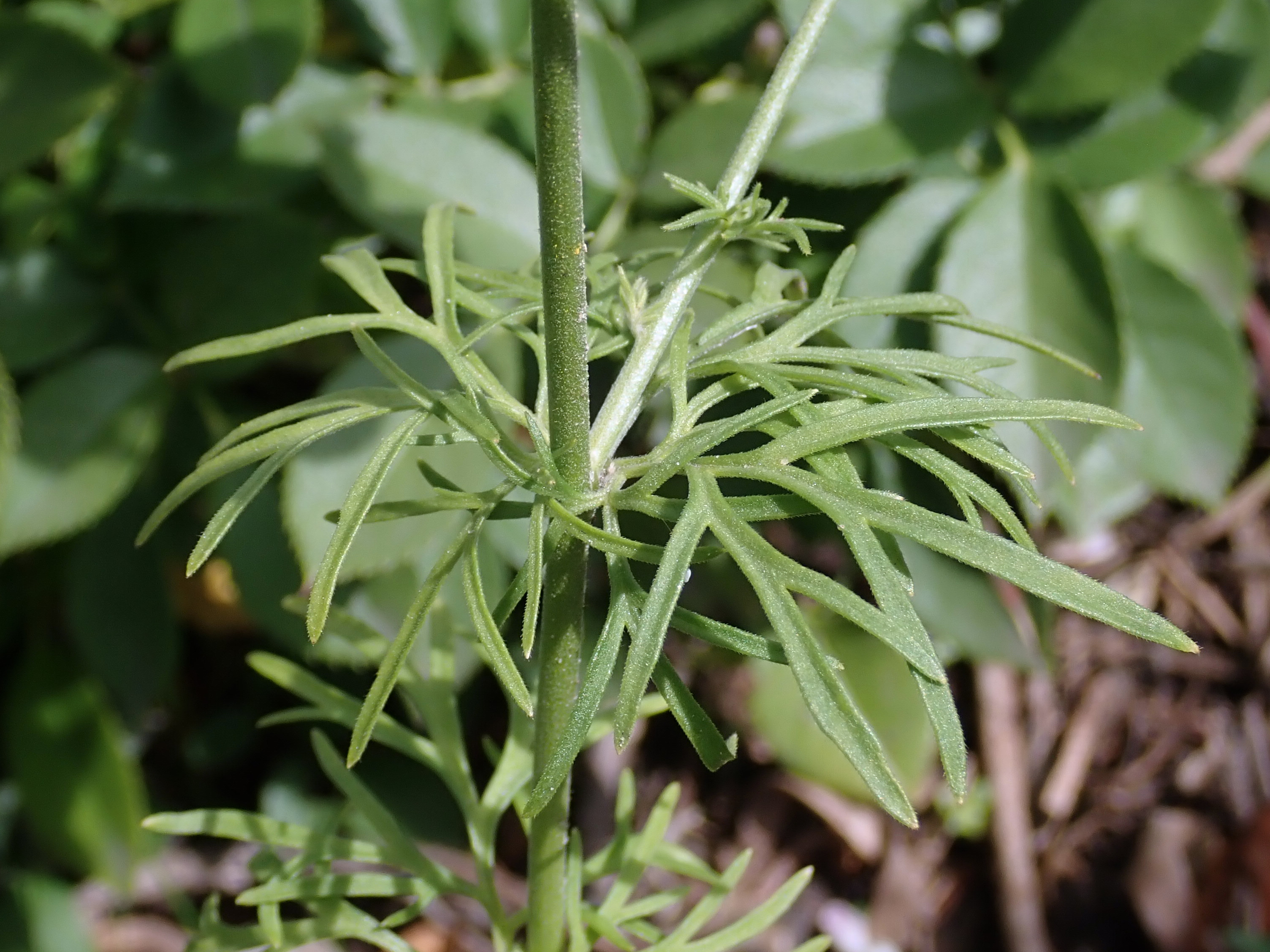
Liść
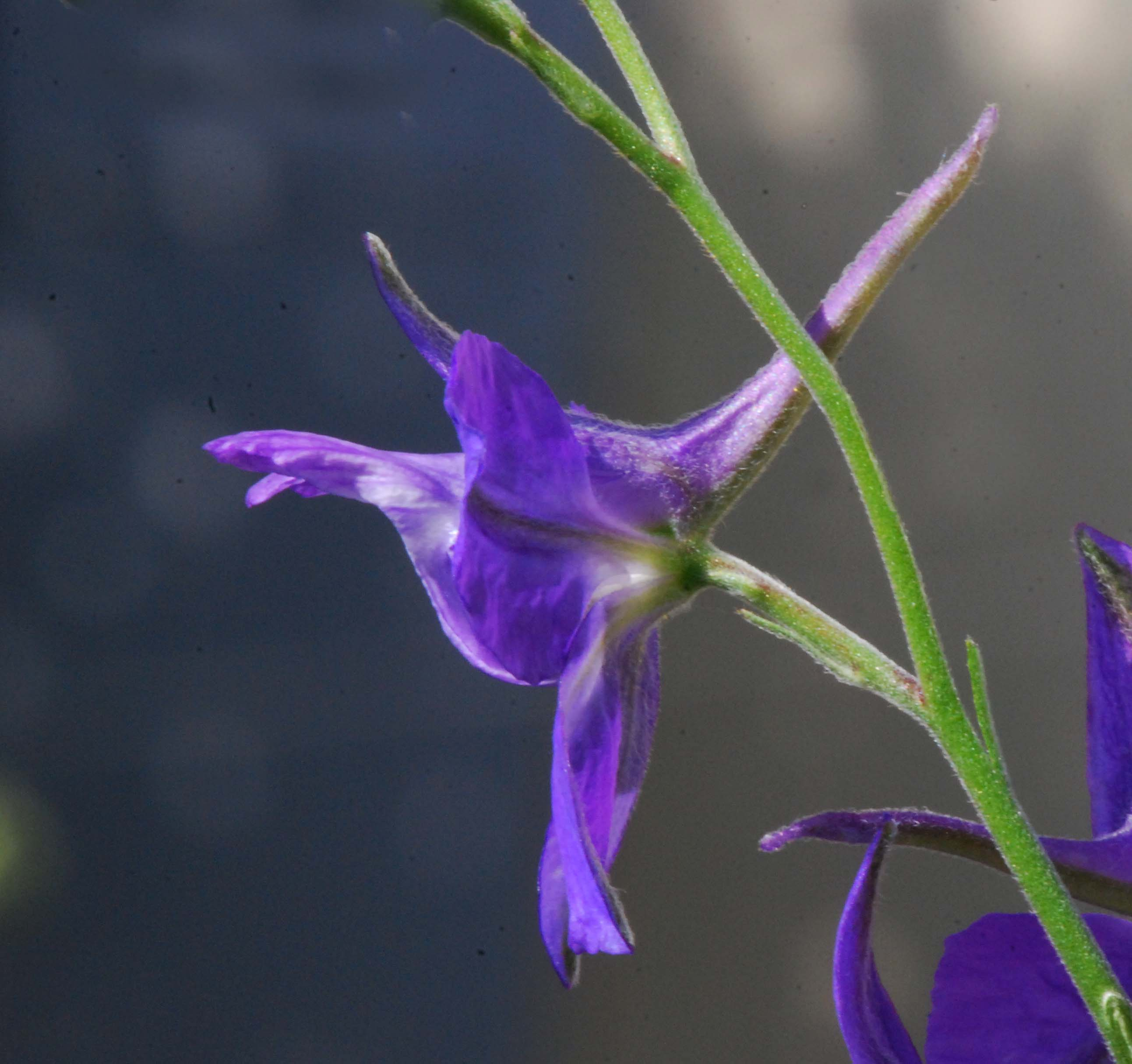
Kwiat
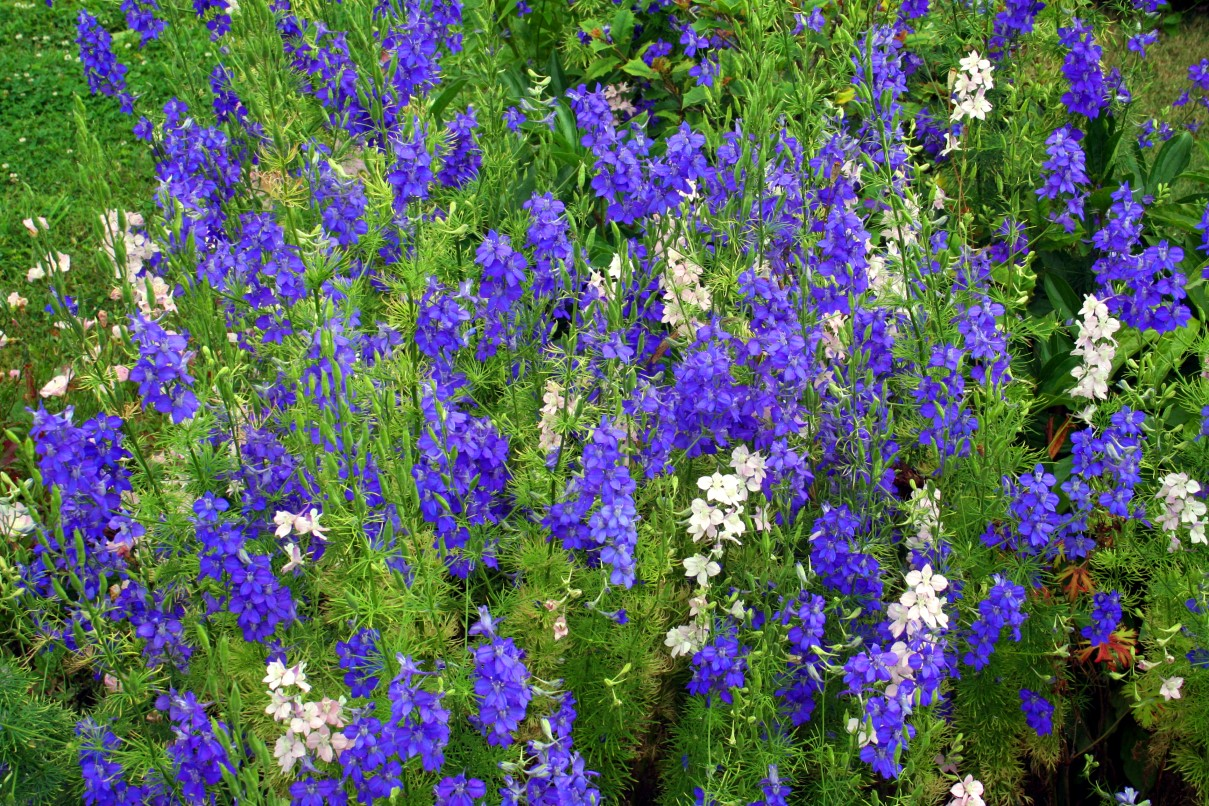

## Uprawa
Roślina jednoroczna, łatwa w uprawie. Nie ma specjalnych wymagań co do gleby. Nadaje się na rabaty lub na kwiat cięty, dość długo zachowujący świeżość. Rozmnaża się przez wysiew nasion od razu na stałe miejsce. Nasiona wysiewa się od  wiosny do początku lata. Można też wysiewać jesienią, ale wówczas należy przed zimą miejsce wysiewu lekko okryć. Jesienny siew powoduje, że wiosną rośliny wcześniej kiełkują i rozwijają się. Odmiany o wysokich pędach wymagają podparcia.